# Reczków
Reczków – wieś w Polsce, położona w województwie świętokrzyskim, w powiecie koneckim, w gminie Fałków.
W latach 1975–1998 Reczków należał administracyjnie do województwa piotrkowskiego.
Przed 2023 r. miejscowość była częścią wsi Papiernia.
Wierni Kościoła rzymskokatolickiego należą do parafii św. Łukasza w Skórkowicach.